# Боккэн
Боккэ́н (в русском языке часто произносится как боке́н)  (яп. 木剣) — деревянный макет японского меча, используемый в различных японских боевых искусствах, в том числе айкидо, для тренировок.

## Описание
Боккэны делают из дуба, бука, граба и других плотных пород древесины. Часто их пропитывают лаком, морилкой или древесной смолой, для бо́льшей плотности и веса. Общая длина боккэна составляет примерно 95-105 см. Длина рукоятки — около 25—27 см, клинка — 76—78 см.
Боккэн должен быть достаточно крепким, чтобы выдерживать сильные удары по чему-либо, а также отражения атаки другим боккэном или дзё.

## Использование
Грамотно нанесённый боккэном удар по человеку может привести к смерти. Великий японский фехтовальщик Миямото Мусаси (1584—1645) часто использовал боккэн в реальных поединках, в большинстве случаев убивая своих противников. Наиболее опасен кончик острия клинка при нанесении рубящих ударов.
В Японии к боккэнам относятся с большим уважением, практически как к настоящему оружию. При провозе боккэна в самолёте пассажир обязан сдать его в багаж. А ношение его без специального чехла самими японцами приравнивается к ношению холодного оружия.
Другое название — бокуто (яп. 木刀 бокуто:, «деревянный меч»).
Боккэном вооружаются конные полицейские Лос-Анджелеса.

## Разновидности

### По половой принадлежности
- «мужской» (яп. 男子木剣 данси боккэн), отличается относительно толстой рукоятью и «лезвием», прямотой и толстой деревянной гардой (цубой)[5].
- «женский» (яп. 女子木剣 дзёси боккэн), наиболее часто используемый вариант. Отличается изогнутостью, лёгкостью. Часто используется с пластмассовой гардой и с ножнами (например, в иайдо)[5].
- «тренировочный» (яп. 素振木剣 субури боккэн) или субурито, отличается утолщением со стороны острия, таким образом имитируя балансировку настоящего меча[5].

### От школы (рю)
- В Катори Синто Рю принято использование боккэна с меньшим изгибом, иногда и вовсе без него. Более толстый и тяжёлый.

- Боккэн, используемый в Ивама Рю, в отличие от предыдущего, имеет более изящную форму и более выраженный изгиб[6].

- Боккэн в Касима Син Рю, в отличие от двух предыдущих, имеет самое близкое по форме, балансировке и ощущениям при работе сходство с настоящей катаной[источник не указан 4387 дней].